# 117
El año 117 (CXVII) fue un año común comenzado en jueves del calendario juliano, en vigor en aquella fecha.
En el Imperio romano el año fue nombrado el del consulado de Níger y Aproniano o menos comúnmente, como el 870 ab urbe condita, siendo su denominación como 117 a principios de la Edad Media, al establecerse el Anno Domini.

## Acontecimientos

### Por lugar

#### Imperio romano

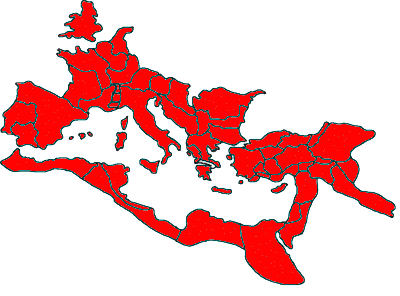
El Imperio romano alcanzó su máxima extensión entre el año 116 y el 117

- Quinto Marcio Turbón asume el cargo de Prefecto de Egipto.
- Trajano acaba su segunda guerra contra los partos y aplasta la revuelta judía (la guerra de Kitos), luego cae seriamente enfermo, dejando a Adriano al mando en oriente.
- En su lecho de muerte, Trajano adopta a Adriano y lo designa sucesor suyo.
- 9 de agosto: el emperador Trajano muere de un ataque al corazón en Selinunte (Cilicia) a los 63 años de edad, mientras está en ruta desde Mesopotamia hasta Italia. Deja al Imperio romano en su máxima extensión.
- 11 de agosto: inicia el reinado de Adriano, de origen hispano (117-138), hijo adoptado por Trajano y elegido sucesor en el lecho de su muerte. Adelanta una política de integración territorial y el patrocinio de las principales manifestaciones artísticas.[1]
- Adriano devuelve amplias partes de Mesopotamia a los partos como parte del acuerdo de paz.
- Comienza la construcción del Panteón de Roma.

#### Judea

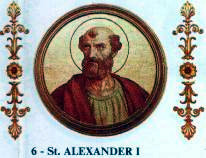
Alejandro I

- El papa Alejandro I sucede al papa San Evaristo tras la muerte de este.

## Nacimientos
- 29 de noviembre: Elio Aristides, sofista y orador griego.

## Fallecimientos
- 11 de agosto: Trajano, emperador romano (n. 53).
- Cayo Julio Cuadrato Baso, político y general romano.
- Aulo Cornelio Palma, político romano.